# Zofia Filipa de France
Zofia Filipa Elżbieta Justyna de France, fr. Sophie Philippine Elisabeth Justine de France (ur. 27 lipca 1734 w Wersalu, zm. 2 marca 1782 tamże) – księżniczka francuska, szósta córka (ósme dziecko) króla Ludwika XV, i królowej Marii Leszczyńskiej. Była znana jako Madame Sophie (Madame Zofia).

## Młodość
Spośród wszystkich sióstr Zofii, to o niej wiemy najmniej. Wiemy, że urodziła się w pałacu w Wersalu, a jej narodzinami nikt się zbytnio nie przejął. Inaczej niż jej starsze rodzeństwo, Zofia nie wychowywała się w Wersalu. Została wysłana do opactwa w Fontevraud-l’Abbaye razem ze swoją starszą siostrą – Madame Wiktorią i dwiema młodszymi siostrami: Madame Felicją (zmarłą młodo) i Madame Ludwiką. Była nieśmiała i do innych odnosiła się z rezerwą, może dlatego uważana była za brzydką i nieinteresującą. Nigdy nie miała żadnego wpływu na sprawy dworskie, ale ponieważ nie lubiła kolejnych metres swojego ojca (Madame Pompadour i Madame du Barry), wykorzystywała to jej starsza siostra – Madame Adelajda (przywódczyni grupy trzech starych panien – Mesdames Tantes, jak nazywano trzy córki królewskie w Wersalu – wiecznie niezadowolone dewotki, plotkujące i intrygujące).
Jej bratankami byli m.in.: Ferdynand I Burbon, książę Parmy; Ludwik XVI, król Francji; Ludwik XVIII, król Francji i Karol X, król Francji. Jej bratanicami były m.in. Izabela Burbon Parmeńska, cesarzowa Austrii; Maria Ludwika Parmeńska, królowa Hiszpanii; Maria Klotylda, królowa Sardynii i Madame Elżbieta.

## Śmierć
Była jedną z czterech królewskich córek, które przeżyły oboje swoich rodziców. Zmarła na puchlinę i została pochowana w królewskim grobowcu, w bazylice Saint-Denis, która została splądrowana i zniszczona podczas rewolucji francuskiej.
W 1786 na świat przyszła najmłodsza córka ówczesnego króla i bratanka Zofii – Ludwika XVI i jego żony Marii Antoniny. Dziecko nazwano Zofia Helena Beatrycze na cześć Madame Zofii.